# فرشته‌ماهی طلایی

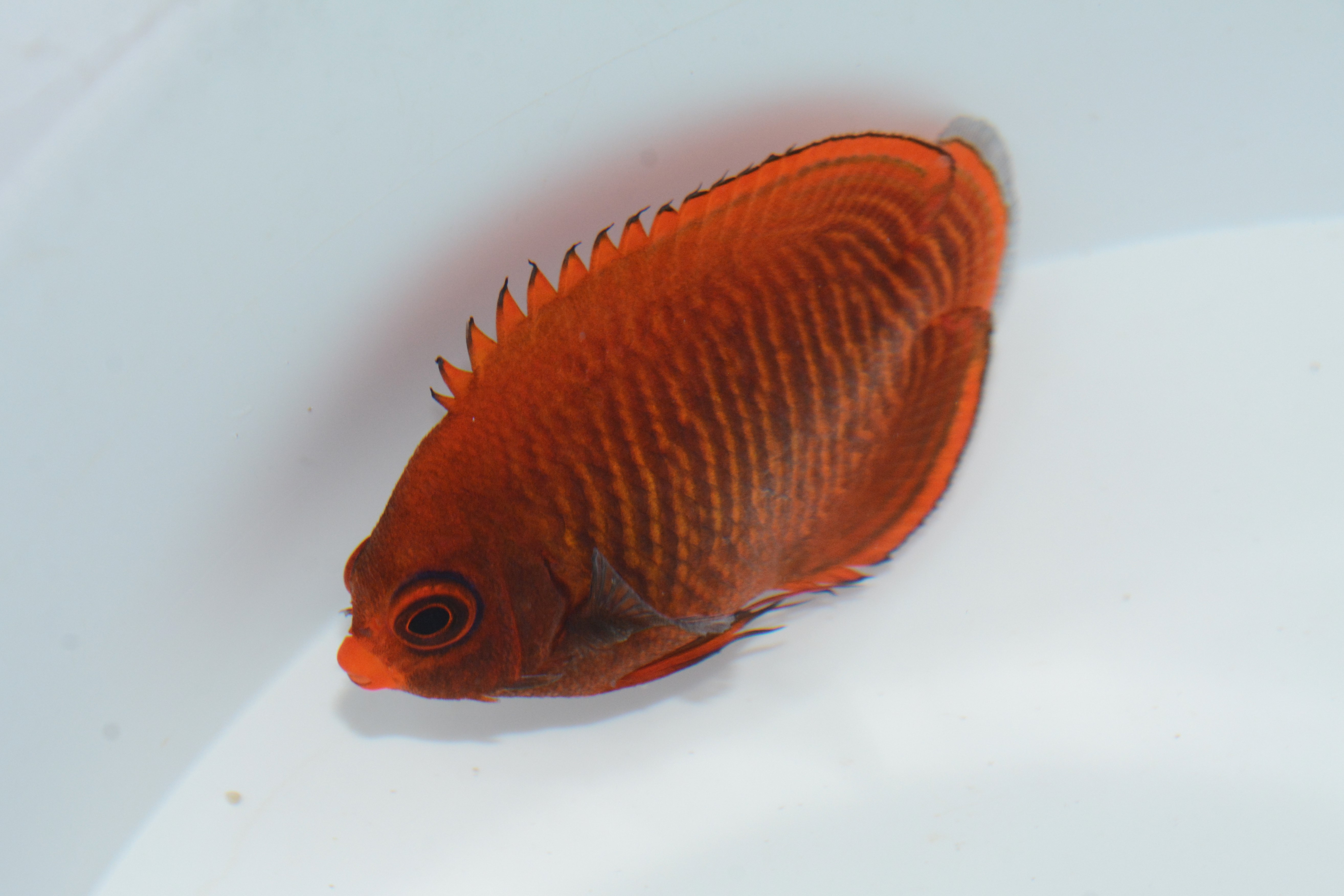
فرشته‌ماهی طلایی

فرشته‌ماهی طلایی (نام علمی: Centropyge aurantia) نام یک گونه از سرده فرشته‌ماهی‌های کوتوله است.